# Scott Marshall (calciatore)
Scott Roderick Marshall (Edimburgo, 1º maggio 1973) è un allenatore di calcio ed ex calciatore scozzese, di ruolo difensore.

## Carriera

### Club
Ha giocato nella prima divisione inglese ed in quella scozzese.

### Nazionale
Ha partecipato agli Europei Under-21 del 1996.

## Palmarès

### Giocatore

#### Competizioni nazionali
- Campionato inglese: 1

Arsenal: 1997-1998
- Coppa d'Inghilterra: 1

Arsenal: 1997-1998